# Besat (film fra 2005)
Besat (orig. The Exorcism of Emily Rose) er en amerikansk drama – horrorfilm fra 2005, instrueret af Scott Derrickson. Filmen er løst baseret på historien om Anneliese Michel og følger en selvudnævnte agnostiker forsvarsadvokat som repræsenterer en sognepræst, der er anklaget af staten for uagtsomt manddrab efter at han udførte en djævleuddrivelse. Filmen, som i vid udstrækning foregår i en retssal, skildrer begivenhederne op til og eksorcismen gennem flashbacks.

## Handling
Advokat, Erin Bruner (Laura Linney) er oppe mod staten, da hun kæmper for at forsvare en præst, Fader Richard Moore (Tom Wilkinson), som har udført en eksorcisme på en ung kvinde, Emily Rose (Jennifer Carpenter). Hun tager sagen, om end modstræbende, fordi hun mener, at det vil hjælpe hende med at blive senior partner hos hendes advokatfirma. Moore indvilliger i at lade hende forsvare ham, hvis han får lov til at fortælle Emilys historie.

## Medvirkende
- Jennifer Carpenter som Emily Rose
- Laura Linney som Erin Christine Bruner
- Tom Wilkinson som Father Richard Moore
- Campbell Scott som Ethan Thomas
- Duncan Fraser som Dr. Cartwright
- Shohreh Aghdashloo som Dr. Sadira Adani
- Ken Welsh som Dr. Mueller
- Mary Black som Dr. Vogel
- Henry Czerny som Dr. Briggs
- J. R. Bourne som Ray
- Joshua Close som Jason
- Colm Feore som Karl Gunderson
- Mary Beth Hurt som Judge Brewster
- Andrew Wheeler som Nathaniel Rose
- Marilyn Norry som Maria Rose
- Katie Keating som Alice Rose

## Forskellig dom i det virkelige liv
I virkeligheden blev både forældre og præsten dømt for manddrab. Mere om dette kan læses i artiklen som omhandler den virkelige sag, Anneliese Michel.